# 한국 제일의 사나이 2
"한국 제일의 사나이 2"는 한국에서 제작된 편거영 감독의 1971년 액션 영화이다. 삼영필림이 제작하였다. 장동휘 등이 주연으로 출연하였고 강대진 등이 제작에 참여하였다.

## 출연

### 주연
- 장동휘
- 박노식